# Bangladesh International 2014
Die Bangladesh International 2014 im Badminton fanden vom 2. bis zum 6. Dezember 2014 in Dhaka statt.

## Sieger und Platzierte
| Disziplin    | Gold                           | Silber                             | Bronze                               |
| ------------ | ------------------------------ | ---------------------------------- | ------------------------------------ |
| Herreneinzel | Lim Chi Wing                   | Subhankar Dey                      | Soong Joo Ven                        |
| Herreneinzel | Lim Chi Wing                   | Subhankar Dey                      | Alrie Guna Dharma                    |
| Dameneinzel  | Neslihan Yiğit                 | Yap Rui Chen                       | Dorotea Sutara                       |
| Dameneinzel  | Neslihan Yiğit                 | Yap Rui Chen                       | Lee Zii Yii                          |
| Herrendoppel | Low Juan Shen Ong Yew Sin      | Darren Isaac Devadass Tai An Khang | Neeraj Vashist Gaurav Venkat         |
| Herrendoppel | Low Juan Shen Ong Yew Sin      | Darren Isaac Devadass Tai An Khang | Moajjam Hossain Minhaz Mohammad      |
| Damendoppel  | Pradnya Gadre Siki Reddy       | Özge Bayrak Neslihan Yiğit         | Shruti Mundada Riya Pillai           |
| Damendoppel  | Pradnya Gadre Siki Reddy       | Özge Bayrak Neslihan Yiğit         | Chin Kah Mun Ti Wei Chyi             |
| Mixed        | Tan Chee Tean Shevon Jemie Lai | Tan Wee Gieen Peck Yen Wei         | Parash Md. Ahsun Habib Shapla Akhter |
| Mixed        | Tan Chee Tean Shevon Jemie Lai | Tan Wee Gieen Peck Yen Wei         | Moajjam Hossain Bristy Khatun        |